# Muskegon
Muskegon er en amerikansk by og administrativt centrum i det amerikanske county Muskegon County, i staten Michigan. Byen har et indbyggertal på 38.318 (2020) indbyggere.

## Ekstern henvisning
- Muskegons hjemmeside (engelsk)